# Valbom (Gondomar)
Valbom ist eine Stadt im Kreis Gondomar im Distrikt Porto in Portugal. Der Ort liegt nördlich am Fluss Douro und war lange Zeit ein Zentrum für Fischer. Der Ortsname geht auf seine günstige Lage im Tal des Ribeiro de Gramido zurück (port.:Vale bom, dt.: Gutes Tal).

## Geschichte
Funde belegen eine Anwesenheit des Menschen im Kreis seit der Altsteinzeit, jedoch sind konkrete Belege für eine Besiedlung in Valbom erst seit den Römern vorhanden, die das Gebiet Vallisbona nannten. Vermutlich entstand der heutige Ort im Zuge der Wiederbesiedlungen während der Reconquista. Im Jahr 1122 war Valbom bereits eine eigenständige Gemeinde.
Die Gemeinde gehörte seit je her unverändert zum Kreis Gondomar, jedoch verlor sie 1898 Gebiete durch Abtretungen an die Gemeinde Campanhã.
Am 23. August 1986 wurde Valbom zur Kleinstadt (Vila), und am 26. Januar 2005 zur Stadt (Cidade) erhoben.

## Verwaltung
Bis zur kommunalen Neuordnung Portugals am 29. September 2013 war Valbom eine Gemeinde (Freguesia) im Kreis (Concelho) von Gondomar. Seither ist sie Teil der neugeschaffenen Gemeinde União das Freguesias de Gondomar (São Cosme), Valbom e Jovim, zu der auch die ehemaligen Gemeinden São Cosme und Jovim gehören.
Am 30. Juni 2011 hatte die Gemeinde 14.408 Einwohner auf einer Fläche von 4,4 km².
Folgende Ortschaften und Viertel liegen im Gebiet der ehemaligen Gemeinde:
| - Archeira - Arroteia - Barreiros - Camboas - Cova da Má - Culmieira - Fonte Pedrinha | - Gramido - Lagoa - Lamas - Monte - Pinheiro de Álem - Pinheiro de Áquem - Ribeira de Abade | - Rossamonde - São Roque - Valbom de baixo - Vila Verde - Vinha |